# John Franklin Enders
John Franklin Enders (West Hartford, 10 de fevereiro de 1897 — Waterford, 8 de setembro de 1985) foi um bacteriologista estadunidense. Enders foi chamado de "O Pai das Vacinas Modernas".
Foi agraciado com o Nobel de Fisiologia ou Medicina de 1954, pelo cultivo do vírus da poliomielite, que tornou possível a descoberta da vacina Salk.

## Vida e educação
Enders nasceu em West Hartford, Connecticut, em 10 de fevereiro de 1897. Seu pai, John Ostrom Enders, foi CEO do Hartford National Bank e deixou-lhe uma fortuna de US$ 19 milhões após sua morte. Ele frequentou a Noah Webster School em Hartford, e a St. Paul's School em Concord, New Hampshire. Depois de frequentar a Universidade de Yale por um curto período de tempo, ele se juntou ao Corpo Aéreo do Exército dos Estados Unidos em 1918 como instrutor de voo e tenente.
Depois de retornar da Primeira Guerra Mundial, ele se formou em Yale, onde foi membro do Scroll and Key, bem como da Delta Kappa Epsilon. Ele entrou no setor imobiliário em 1922, e tentou várias carreiras antes de escolher a área biomédica com foco em doenças infecciosas, obtendo um PhD em Harvard em 1930. Mais tarde, ele se juntou ao corpo docente do Children's Hospital Boston.
Enders morreu em sua casa de verão em Waterford, Connecticut, aos 88 anos, em 8 de setembro de 1985.

## Carreira biomédica
Em 1949, Enders, Thomas Huckle Weller e Frederick Chapman Robbins relataram uma cultura in vitro bem-sucedida de um vírus animal - o poliovírus. 
Enquanto isso, Jonas Salk aplicou a técnica Enders-Weller-Robbins para produzir grandes quantidades de poliovírus e, em seguida, desenvolveu uma vacina contra poliomielite em 1952. Após o ensaio de campo da vacina contra poliomielite de 1954, cujo sucesso Salk anunciou no rádio, Salk tornou-se um herói público, mas falhou em creditar aos muitos outros pesquisadores que seu esforço se apoiou, e foi um tanto rejeitado pelo establishment científico da América.
Em 1954, Enders e Peebles isolaram o vírus do sarampo de um menino de 11 anos, David Edmonston. Enders começou a desenvolver a vacina contra o sarampo. Em outubro de 1960, uma equipe de Enders iniciou testes em 1 500 crianças com retardo mental na cidade de Nova York e em 4 000 crianças na Nigéria.
Em 17 de setembro de 1961, o New York Times anunciou a eficácia da vacina contra o sarampo. Recusando crédito apenas para si mesmo, Enders enfatizou a natureza colaborativa do esforço. Em 1963, a Pfizer introduziu uma vacina, já desativada, contra o sarampo e a Merck & Co introduziu uma vacina atenuada contra o sarampo.